# Tuveslätts naturreservat

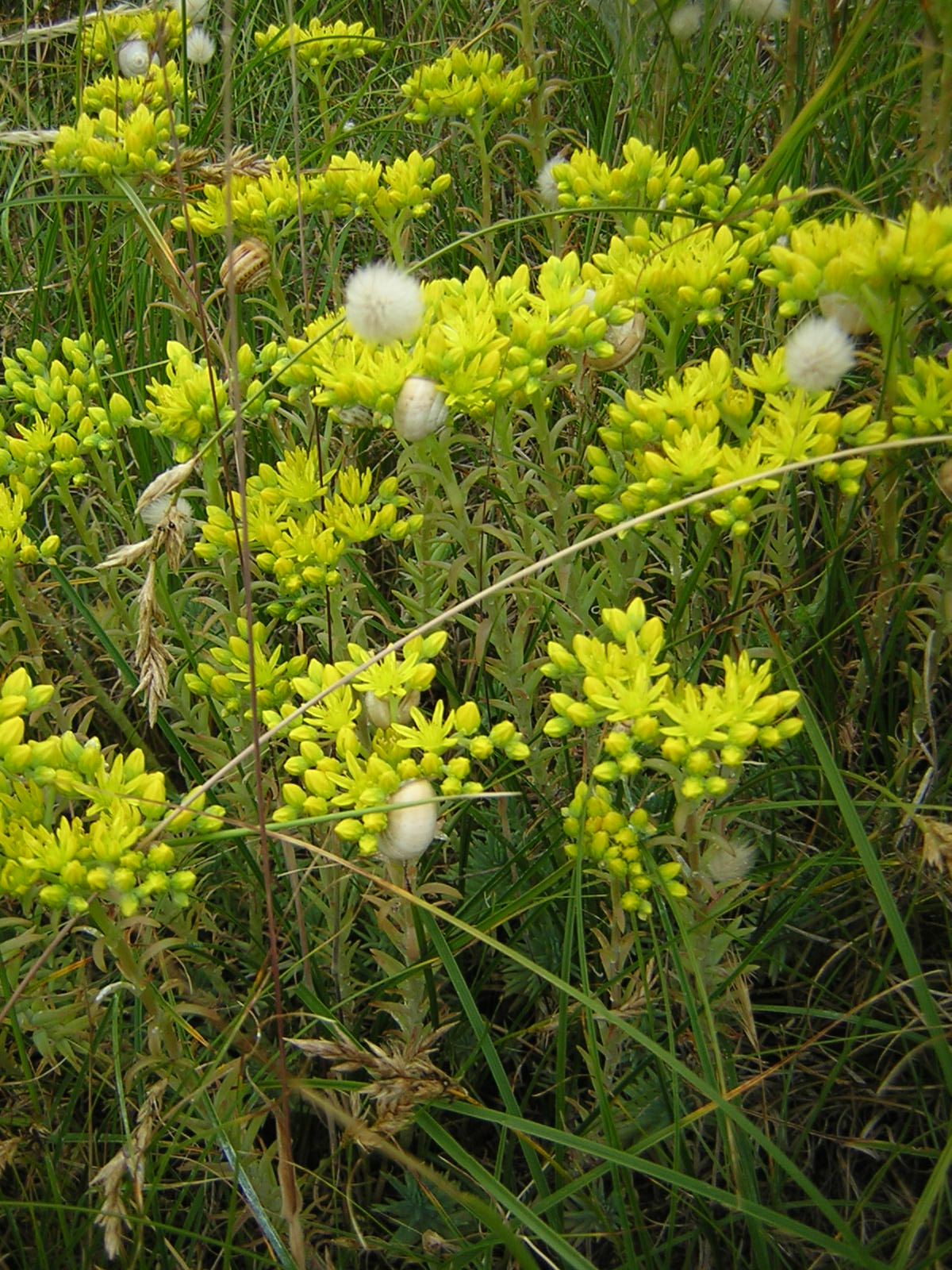
Stor fetknopp

Tuveslätt är ett naturreservat i Rönnängs socken i Tjörns kommun i Bohuslän.
Området är skyddat sedan 2006 och omfattar 12 hektar. Det är beläget norr om Rönnängs tätort och består slåtter- och betesmarker.
Geologin i området domineras av hällmarker av urberg, genomskurna av små skalgrusfyllda dalgångar. Skalgruset har brutits på platsen och använts som bl.a. fyllnadsmaterial och som gödning på åkrar m.m. Markerna är mestadels torra men fuktiga partier, vattensamlingar och dammar förekommer. Naturreservatet har öppna artrika betesmarker på kalkrikt underlag där t.ex. darrgräs, vildlin, fårsvingel, knölsmörblomma och kattfot kan ses. Nära hällmarker dominerar ljunghed med inslag av klockljung.
Trädskiktet utgörs av rönn, björk, apel och ask. Buskskiktet präglas av en, slån och nyponros. I ett par näringsrika dammar i den gamla skalgrustäkten finns vattenbläddra och vattenmöja. I områdets utkanter kan man finna väddklint, sötvedel, bergjohannesört och stor fetknopp.
I reservatet finns många fornlämningar och kulturhistoriska spår.
Området förvaltas av Tjörns kommun.